# Čingi-Lingi
Čingi-Lingi falu Horvátországban Kapronca-Kőrös megyében. Közigazgatásilag Molnához tartozik.

## Fekvése
Kaproncától 18 km-re délkeletre, községközpontjától 4 km-re északkeletre a Dráva jobb partján az azonos nevű tó mellett fekvő üdülőfalu. 2001-ben mindössze 4 állandó lakosa volt.

## Nevezetességei
A település és környéke a horgászok, a fürdőzők paradicsoma.

## Külső hivatkozások
Molve község hivatalos oldala